# 제아만

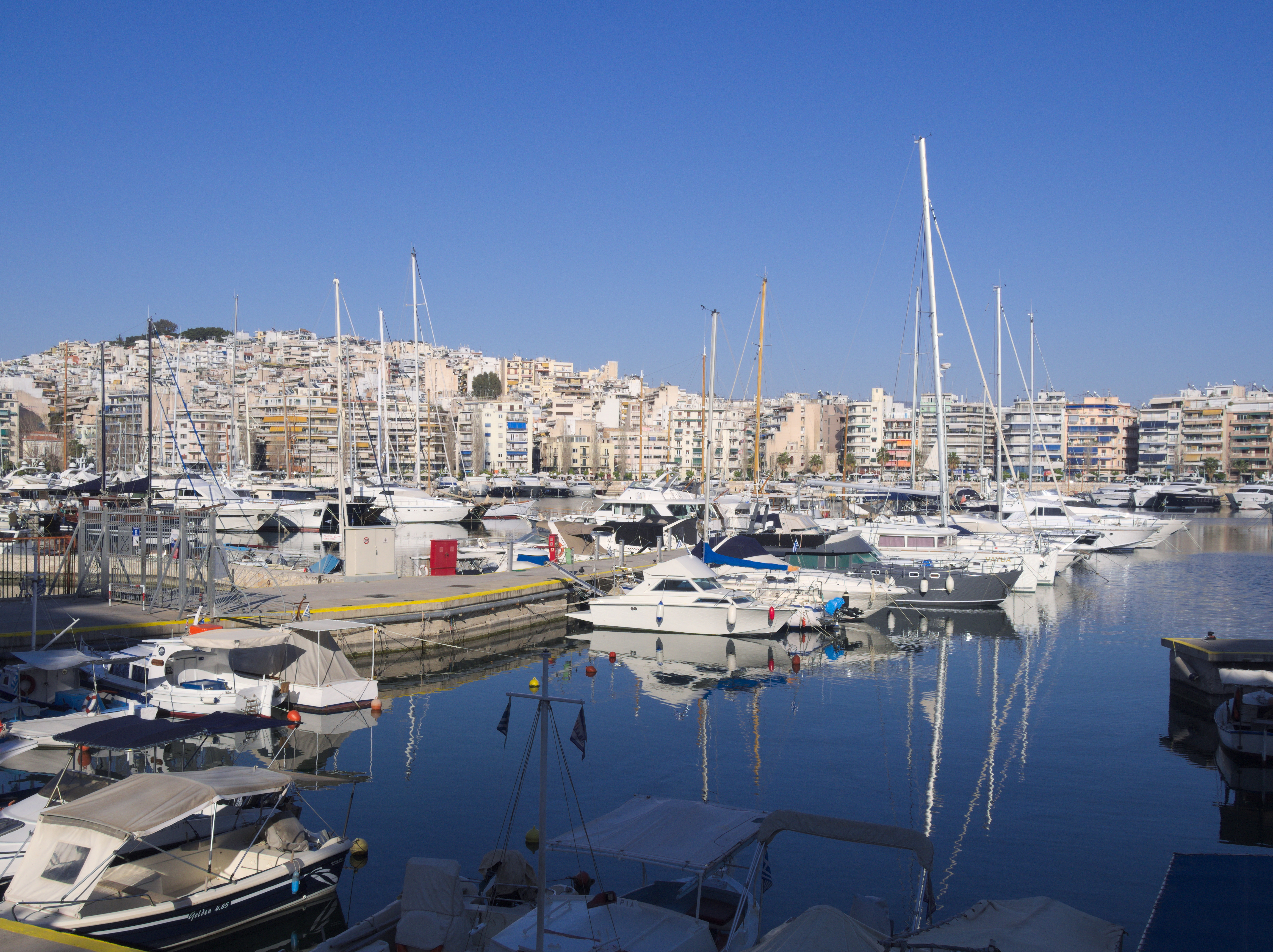

제아 만(그리스어: Λιμένας Ζέας)은 그리스의 피레아스 동쪽에 있는 만이다. 고대 그리스 시절에는 가장 큰 군사적 항구이기도 했다. 1896년 하계 올림픽에서 수영 경기가 열렸던 곳이다.

## 참고 자료
- Maritime database profile of the Zea, Greece marina.
- Portbooker.com profile of the Zea, Greece marina.[깨진 링크(과거 내용 찾기)]
- Wallechinsky, David and Jaime Loucky (2008). "Swimming (Men): 100-Meter Freestyle". In The Complete Book of the Olympics: 2008 Edition. London: Aurum Press Limited. pp. 897-8.
- Worldportsource.com profile of the Zea, Greece marina. 보관됨 2019-01-10 - 웨이백 머신